# سیلیکون ولی (مجموعه تلویزیونی)
دره سیلیکون (به انگلیسی: Silicon Valley) یک مجموعه تلویزیونی در گونه کمدی است که از شبکه اچ‌بی‌او پخش می‌شد. مایک جاج، جان السچلر و دیو کرینسکی سازندگان این مجموعه تلویزیونی هستند. پخش این مجموعه از ۶ آوریل ۲۰۱۴ آغاز شد. موضوع سریال در مورد ۶ جوان است که شرکتی نوپا در دره سیلیکون به راه انداخته‌اند.

## بازیگران و شخصیت‌ها
- توماس میدلتیچ در نقش ریچارد هندریکس، برنامه‌نویس و بنیانگذار/مدیر عامل Pied Piper.
- تی جی میلر در نقش ارلیش باخمن (فصل ۱–۴), یک کارآفرینی که اداره می‌کند مرکز رشد را در خانه خود دارد و صاحب ۱۰٪ از Pied Piper است.
- جاش برنر در نقش نلسون «سر بزرگ» بیگتی، بهترین دوست ریچارد که در هولی کار می‌کند. با وجود داشتن مهارت‌های کمی به عنوان یک برنامه‌نویس، او اغلب خود را در حال ارتقاء و موفقیت می‌بیند.
- مارتین استار در نقش برترام گیلفویل، مدیر شبکه Pied Piper که به خاطر شخصیت سخت و ساردونیک شهرت دارد. گیلفویل یک شیطان‌گرایی لاویایی است.
- کمیل نانجیانی در نقش دینش چگتای، برنامه‌نویس متخصص در جاوا و عضو Pied Piper. او اغلب قربانی تمسخر، شوخی‌ها و توهین‌های نژادپرستانه گیلفویل می‌شود.
- کریستوفر ایوان ولچ در نقش پیتر گرگوری (فصل ۱)، مؤسس و مدیر عامل شرکت راویگا کپیتال، میلیاردر بی‌دست و پا اجتماعی و همچنین مالک ۵ درصد سهام Pied Piper پس از ۲۰۰۰۰۰ دلار سرمایه‌گذاری.
- آماندا کرو به عنوان مونیکا هال، کارمند راویگا کپیتال و شریک وابسته.
- زک وودز در نقش دونالد «جارد» دان، معاون رئیس سابق هولی که شرکت را ترک می‌کند تا به تیم Pied Piper به عنوان مدیر ارشد اجرایی و مشاور تجاری آن بپیوندد.
- مت راس (هنرپیشه) در نقش گاوین بلسون (فصل ۲–۶؛ فصل ۱ تکراری)، مدیر عامل و بنیانگذار Hooli و آنتاگونیست اصلی سریال.
- سوزان کرایر در نقش لوری بریم (فصل ۲–۶)، جایگزین پیتر گرگوری به عنوان مدیر عامل Raviga Capital و بعداً یکی از بنیانگذاران Bream Hall Capital با مونیکا. او مانند سلف خود بسیار باهوش و از نظر اجتماعی ناتوان است.
- جیمی او یانگ در نقش جین یانگ (فصل ۲–۶؛ فصل ۱ تکراری)، یکی دیگر از مستاجران انکوباتور Erlich، اما هیچ ارتباطی با Pied Piper ندارد. او و ارلیش مکرراً اختلاف نظر دارند.
- استیون توبولوسکی در نقش «اکشن» جک بارکر (فصل ۴؛ فصل ۳ تکراری)، به‌طور خلاصه مدیرعامل Pied Piper و بعداً Hooli.
- کریس دیامانتوپولوس در نقش راس هانمن (فصل ۴، ۶؛ فصل تکرارشونده ۲–۳؛ فصل مهمان ۵)، یک سرمایه‌گذار خشن، پر سر و صدا و آتشین میلیاردر که خود را به Pied Piper ارائه می‌کند.

### دوره‌ای
- مت راس در نقش گاوین بلسون[۳]
- جیمی اویانگ در نقش جین ینگ
- اندرو دلی در نقش دکتر

## اپیزودها
| No. | عنوان                           | کارگردان   | نوشته شده توسط                     | پخش اصلی      | بینندگان در ایالات متحده (میلیون) |
| --- | ------------------------------- | ---------- | ---------------------------------- | ------------- | --------------------------------- |
| ۱   | «Minimum Viable Product»        | مایک جاج   | جان السچلر، دیو کرینسکی و مایک جاج | ۶ آوریل ۲۰۱۴  | 1.98                              |
| ۲   | «The Cap Table»                 | مایک جاج   | Carson Mell                        | ۱۳ آوریل ۲۰۱۴ | 1.69                              |
| ۳   | «Articles of Incorporation»     | تریکا بروک | Matteo Borghese & Rob Turbovsky    | ۲۰ آوریل ۲۰۱۴ | 1.62                              |
| ۴   | «Fiduciary Duties»              | مگی کری    | Ron Weiner                         | ۲۷ آوریل ۲۰۱۴ | 1.55                              |
| ۵   | «Signaling Risk»                | الک برگ    | Jessica Gao                        | ۴ مه ۲۰۱۴     | 1.82                              |
| ۶   | «Third Party Insourcing»        | الک برگ    | Dan O'Keefe                        | ۱۱ مه ۲۰۱۴    | 1.69                              |
| ۷   | «Proof of Concept»              | مایک جاج   | Clay Tarver                        | ۱۸ مه ۲۰۱۴    | 1.68                              |
| ۸   | «Optimal Tip-to-Tip Efficiency» | مایک جاج   | الک برگ                            | ۱ ژوئن ۲۰۱۴   | 1.74                              |